# Michael Arias
Michael Arias (Los Ángeles, California; 1968)  es un cineasta nacido en Estados Unidos que trabaja principalmente en Japón.
Aunque Arias ha trabajado de diversas formas como artista de efectos visuales, desarrollador de software de animación y productor, es más conocido por su debut como director, la película de anime Tekkonkinkreet, que lo estableció como el primer director no japonés de una importante película de anime.

## Primeros años
Michael Arias nació en Los Ángeles, California. Su padre, Ron Arias (nacido 1941) es un ex escritor sénior y corresponsal de la revista People y un escritor chicano de gran prestigio. La madre de Michael Arias, la Dra. Joan Arias, era profesora de español y especialista en ventas de software de IBM.
Cuando todavía era un niño, Arias a menudo veía películas en el cine con sus padres y tomaba prestadas copias de 16 mm de una biblioteca pública local para proyectarlas en casa; Fue en esta etapa de su vida cuando desarrolló su pasión por el cine.
Arias se graduó de la Webb School of California a la edad de 16 años. Luego asistió a la Wesleyan University en Connecticut, donde se especializó en lingüística durante dos años, antes de abandonarla para seguir una carrera como músico. Los primeros asociados musicales de Michael incluyen a Moby y Margaret Fiedler McGinnis.
Poco después de dejar la Universidad, Arias se mudó a Los Ángeles, abandonó sus ambiciones musicales y, gracias a los esfuerzos de un amigo de la familia, comenzó a trabajar en la industria cinematográfica..

## Carrera

### Carrera cinematográfica temprana
La carrera cinematográfica temprana de Michael Arias está marcada por stents tanto en los EE. UU. Como en Japón, trabajando en efectos visuales, producción  y desarrollo de software de computación gráfica, y como productor de películas animadas.

#### Dream Quest Images
Michael Arias comenzó su carrera cinematográfica en 1987 en la naciente potencia de efectos visuales Dream Quest Images (DQ), primero como pasante no remunerado y luego como empleado a tiempo completo y miembro de IATSE. La mayor parte de su tiempo en DQ la pasó como asistente de cámara en los escenarios de control de movimiento, trabajando en películas de Hollywood con muchos efectos como The Abyss, Total Recall y Fat Man and Little Boy.
En ese momento, la industria de los efectos visuales apenas había comenzado a adoptar tecnologías digitales, y todavía dominaban las técnicas analógicas como el control de movimiento y la fotografía en stop motion, miniaturas, la composición óptica, matte painting y pirotecnia. Arias, por su propia cuenta, prosperó en el entorno práctico de DQ ("una gran fábrica de juguetes dirigida por locos de los coches y ciclistas locos").

#### Back To The Future: The Ride
Luego de dos años de trabajar en Dream Quest, Arias regresó a la Costa Este con la intención de terminar sus estudios, esta vez en el programa de Tecnología Musical de NYU. Sin embargo, poco después de inscribirse, Arias fue contactado por la veterana de efectos visuales y exalumna de The Abyss Susan Sitnek, quien invitó a Arias a unirse al equipo de la atracción inmersiva de Universal Studios Back To The Future: The Ride (BTTFTR), dirigida por la leyenda de los efectos visuales Douglas Trumbull. Una vez trasladado a Berkshires, donde se estaba llevando a cabo la preproducción, Trumbull seleccionó a Arias para animar los vehículos de paseo estilo simulador de vuelo de la atracción. De su tiempo trabajando con Trumbull, recuerda Arias, "Doug era, es, una figura tan inspiradora. Para mí y el resto del equipo más joven, incluido John Gaeta, ahora supervisor de efectos visuales en las películas de Matrix, Doug fue muy generoso con su conocimiento; tal un tipo muy cálido, receptivo, articulado y creativo."
La asociación de Arias con Trumbull resultó fortuita, no solo por la experiencia de trabajar a diario con el propio Trumbull, sino también porque resultó en el que sería el primer viaje de Arias a Japón, con Trumbull, con quien recorrió la Expo de Osaka y visitó la compañía de posproducción Imagica y el gigante de los videojuegos Sega Enterprises. Esa primera visita, combinada con la amistad de Arias con miembros clave del equipo de modelismo mayoritariamente japonés de BTTFTR, preparó el escenario para la posterior estadía prolongada de Arias en Japón.

#### Imagica y Sega Enterprises
En 1991, Arias aceptó una oferta para trabajar como operador de cámara de control de movimiento en el departamento de efectos especiales de Imagica y se mudó a Tokio. Luego, después de menos de un año en Imagica, fue invitado por el prometedor productor de juegos Tetsuya Mizuguchi a unirse a una unidad de gráficos por computadora recién formada en las instalaciones de Investigación y Desarrollo de Diversiones de Sega Enterprises. En Sega, Arias codirigió y animó la película de atracciones Megalopolice: Tokyo City Battle (presentada en Electronic Theatre de SIGGRAPH 1993).

#### Syzygy Digital Cinema
En 1993, Arias regresó a los Estados Unidos y se asoció con los renombrados diseñadores de títulos de la ciudad de Nueva York, Randall Balsmeyer & Mimi Everett, con quienes cofundó la boutique de diseño CG Syzygy Digital Cinema, creadores de secuencias digitales para M. Butterfly de David Cronenberg, The Hudsucker Proxy de los hermanos Coen, Prêt-à-Porter de Robert Altman y Crooklyn y Clockers de Spike Lee. La secuencia del título de M. Butterfly fue honrada por su inclusión en el SIGGRAPH 1994 Screening Room y el festival Cinéma Du Futur de Montreal del mismo año.

#### Softimage
Agotado por las demandas de producción y con la esperanza de ganar más experiencia en el desarrollo de software de gráficos por computadora, Arias aceptó una oferta del innovador de software de animación 3D Softimage para unirse a su grupo de Proyectos Especiales recién formado, se estableció un equipo de artistas e ingenieros para ayudar a los clientes clave de alto nivel en el lugar.
Alentado por sus colegas, Arias se sumergió rápidamente en la API de renderizado Mental Ray y, a partir de entonces, comenzó a experimentar con técnicas para simular imágenes de animación tradicionales utilizando herramientas de gráficos por computadora. Esta investigación llevó a Arias a desarrollar y finalmente patentar Toon Shaders de Softimage, un software de renderizado para facilitar la integración de imágenes de gráficos por computadora con la animación tradicional. De la mano de Toon Shaders, Arias trabajó en estrecha colaboración con el personal de DreamWorks Animation y Studio Ghibli para agregar un sabor visual distintivo a la animación híbrida tradicional / digital de las películas El príncipe de Egipto, The Road to El Dorado y las películas de Hayao Miyazaki, La princesa Mononoke y El viaje de Chihiro.

#### Película piloto deTekkonkinkreet
En 1995, después de establecerse definitivamente en Tokio, Arias fue introducido por un amigo al manga de Taiyō Matsumoto, Tekkonkinkreet (鉄コン筋クリート Tekkon Kinkurīto?) , un trabajo que le afectó profundamente le afectó. Tekkonkinkreet  Es una historia metafísica de crecimiento que narra la historia dos huérfanos, Kuro (クロ?  lit. Negro) y Shiro (シロ?  lit. Blanco)  y su lucha por sobrevivir en una metrópoli pan-asiática, Takara-machi (宝町?), acosada por mal. De descubrir por primera vez la obra, Arias recuerda que un amigo le prestó el manga para leer, "Y eso fue todo. Enganchado ... Lloré muchas veces al leerlo, también una nueva experiencia para mí al ser conmovido hasta las lágrimas por un manga".
En noviembre de 1997, una conversación con el autor de animación Kōji Morimoto, que había mostrado interés en los proyectos de software de Arias, condujo a la presentación de Arias al artista de manga Taiyō Matsumoto. A partir de ahí, lo que había comenzado como una simple demostración de software para Morimoto se convirtió rápidamente en un proyecto de largometraje totalmente generado por computadora, dirigido por Morimoto, con esfuerzos de gráficos por computadora dirigidos por el mismo Arias.
Aunque la película piloto de Tekkonkinkreet de 4 minutos se llevó un premio de Actuación Sobresaliente por Arte Digital No Interactivo en el Festival de Arte de Japón y y aparecer en el teatro de animación SIGGRAPH 2000,el proyecto fue abandonado poco después por falta de financiación y el interés del director Morimoto en Tekkonkinkreet.

#### The Animatrix
Luego, en 2000, mientras todavía estaba bajo contrato con Softimage, Michael aceptó una invitación de Joel Silver y Lilly y Lana Wachowski para producir la antología de animación inspirada en Matrix de Warner Bros The Animatrix, un proyecto que lo consumió durante más de tres años. Al estar vinculado para producir The Animatrix, a pesar de su falta de experiencia en la producción, Arias relata: "Realmente tuve que aprovechar una gran cantidad de experiencia que no se había utilizado en segundo plano mientras me dedicaba al desarrollo de software. Aprendí hasta este punto: una breve carrera en estudios de grabación, componiendo música y haciendo efectos de sonido para cortometrajes en la universidad, tener mi propia compañía, trabajar en efectos especiales. Fue una gran oportunidad para ejercitar algunas células cerebrales dormidas (o dañadas). "
Arias trabajó en estrecha colaboración con las Wachowski para refinar las especificaciones únicas del proyecto: aunque inicialmente se concibió como una serie de televisión, The Animatrix se convirtió en una colección de nueve cortos animados no episódicos, cada uno de seis a diez minutos de duración. Con los coproductores Hiroaki Takeuchi y Eiko Tanaka (presidente de estudio de animación Studio 4 °C, donde se animó gran parte de The Animatrix), Arias finalmente desarrolló y produjo ocho de los nueve segmentos de Animatrix (la única excepción es un corto animado por computadora). creado por Square Pictures). Para dirigir las películas, Arias y sus socios reunieron un "equipo de ensueño" de luminarias del anime que incluía a Yoshiaki Kawajiri, Kōji Morimoto, Shinichiro Watanabe y Mahiro Maeda.
El Animatrix era un éxito comercial y ganó el premio Annie de 2004 por logros sobresalientes en una producción animada de entretenimiento en el hogar.

### Carrera cinematográfica reciente
La reciente carrera de Michael Arias se ha centrado principalmente en dirigir.

#### Tekkonkinkreet
En 2003, mientras trabajaba en The Animatrix, Arias retomó Tekkonkinkreet nuevamente. Arias, armado con un guion en inglés escrito por el guionista Anthony Weintraub, y animado por el mentor Morimoto, Arias avanzó con planes para revivir el proyecto en Studio 4 °C, con la colaboradora de Animatrix y presidente de 4 °C, Eiko Tanaka, produciendo y Arias dirigiendo.
La película se completó en agosto de 2006 y se estrenó en el Festival Internacional de Cine de Tokio poco después.
La curadora del Museo de Arte Moderno de Nueva York (MoMA), Barbara London, nombró a Tekkonkinkreet "Mejor película de 2006" en su resumen del Art Forum, y posteriormente organizó el estreno norteamericano de la película en el MoMA.

Con su adaptación de Tekkonkinkreet, Arias, con el diseñador de producción Shinji Kimura, había re-imaginado Treasure Town del manga como un híbrido caótico panasiático, parte Hong Kong, parte Bombay, con elementos futuristas e industriales densamente superpuestos sobre una base que tomaba prestado mucho a partir de imágenes del Tokio de la era Shōwa. La crítica del New York Times, Manohla Dargis, en su reseña de Tekkonkinkreet, describe Takaramachi como "una explosión surrealista de ángulos sesgados, torres inclinadas, alambres colgantes, callejones estrechos y adornos llamativos que recuerdan un paisaje urbano yakuza a modo de Hello Kitty. parque temático." De hecho, la suntuosa dirección de arte de la película fue ampliamente elogiada, y el diseñador de producción Kimura recibió el premio a la Mejor Dirección de Arte en la Tokyo Anime Award Festival 2008. La películafue elogiada aún más, no solo por el uso innovador de Arias de las técnicas de gráficos por computadora y la integración perfecta de la animación digital y tradicional, sino también por el enfoque de estilo documental hecho a mano de la película para contar historias. Después de una proyección temprana de la película en el Festival de Cine de Asia Pacífico de Los Ángeles, el editor de filmjourney.org Doug Cummings elaboró:
Los ángulos y las composiciones de Arias son uniformemente inventivos y llamativos, y lo más impresionante es que incorpora un conjunto de técnicas de cámara de acción en vivo: encuadre manual, tomas de seguimiento largas a través de pasillos, enfoque en rack y profundidades de campo cambiantes, que generan una inmediatez considerable y realismo ambiental (a pesar del obvio artificio dibujado a mano). Más que simples avances tecnológicos, estos elementos han estado desaprovechados por la animación de largometrajes debido a su incapacidad para ser guiados en un guión gráfico; son lujos tradicionales de la espontaneidad de la acción en vivo. A pesar de todos los elogios otorgados a las tomas de seguimiento compuestas digitalmente de Alfonso Cuarón en Children of Men, las técnicas de Arias aquí son sin duda mayores logros..
Aunque Tekkonkinkreet fue considerado un éxito a nivel local y generalmente bien recibido por la crítica y el público en todo el mundo (particularmente en Francia, donde el trabajo del autor Taiyō Matsumoto es bien conocido entre los lectores de manga, Los fanáticos del anime norteamericano cuestionaron las credenciales cinematográficas de Arias y criticaron su enfoque decididamente no purista para adaptar el manga al anime (incluida su decisión de trabajar con el guion en inglés de Anthony Weintraub en lugar de un texto en japonés). El foro de animación en línea Animation Insider preguntó deliberadamente: "¿Qué demonios cree Michael Arias que está haciendo?"
En defensa del guion de Weintraub, Arias explicó a los lectores de AniPages Daily, "Realmente lo hizo bien: la historia de Treasure Town, la sensación de fatalidad, la acción en Kiddie Kastle, todo encaja perfectamente". Con respecto a la evidente subversión de Tekkonkinkreet de las (llamadas) convenciones de animación tradicionales, agregó: "Quería hacer las cosas de manera diferente ... Ōtomo me dijo una vez a mí y a [el director de animación en jefe] Nishimi, 'si no estás haciendo las cosas de manera diferente ni siquiera deberías molestarte ".
En el análisis final, Tekkonkinkreet sigue siendo un hito en la animación japonesa. Fue galardonado con el prestigioso premio Ōfuji Noburō de Japón, y continuó compitiendo por dos premios en el 57 ° Festival Internacional de Cine de Berlín y más tarde ganó la  Premio para la Animación del Año de Academia japonesa . The Guardian lincluyó a Tekkonkinkreet en el tercer lugar en su resumen de las diez películas más subestimadas de la década.

#### Asociación con Asmik Ace
El verano de 2007 estuvo marcado por la formalización de la relación de larga data entre Arias y la compañía de producción y distribución de películas japonesa Asmik Ace Entertainment. Arias es el primero en unirse a la lista de la división de gestión de artistas de Asmik.

#### Cortometraje:Okkakekko
Poco después de terminar la publicidad de Tekkonkinkreet, Arias comenzó a trabajar escribiendo y dirigiendo Hide and Seek (おっかけっこ Okkakekko?), uno de los quince cortos animados de 1 minuto que componen la antología de animación de NHK Ani-kuri (ア ニ ク リ, Ani-kuri). Los segmentos individuales se transmitieron desde el sitio web oficial Ani * Kuri15 y se transmitieron poco a poco a partir de mayo de 2007.
Arias creó la película en Studio 4°C, llamando al prodigio de la animación Takayuki Hamada (uno de los animadores principales de Tekkonkinkreet) para diseñar y animar personajes. Otros colaboradores del corto Ani * Kuri de Arias incluyen al colorista Miyuki Itō, el director CG Takuma Sakamoto, los compositores británicos de música electrónica Plaid y el diseñador de sonido Mitch Osias, todos exalumnos de Tekkonkinkreet. El director de animación en jefe de Tekkonkinkreet, Shōjirō Nishimi, y el diseñador de producción Shinji Kimura, dirigieron cada uno su propio segmento de Ani * Kuri, y otros directores incluyeron a Satoshi Kon, Mamoru Oshii y Mahiro Maeda.
Desde entonces, la colección completa de quince cortos de Anikuri se ha lanzado como un conjunto de libros en DVD, con detalles de producción, entrevistas con los creadores, guiones gráficos y material gráfico de fondo.

#### Heaven's Door
En 2007, Arias comenzó a trabajar en Heaven's Door, una película japonesa de acción en vivo basada libremente en el éxito alemán Knockin 'on Heaven's Door, dirigida por Thomas Jahn y escrita por Jahn y el actor Til Schweiger. La adaptación de Arias presenta al rompecorazones del pop japonés Tomoya Nagase y la ingenua Mayuko Fukuda como camaradas inesperados que huyen del hospital donde se conocieron por primera vez y se embarcan en un viaje por carretera para llegar al océano y ver la puesta de sol allí en el poco tiempo que les queda. .
Heaven's Door marca el regreso de los colaboradores de Arias en Tekkonkinkreet, Min Tanaka (la voz de "Suzuki" de Tekkonkinkreet), los compositores Plaid y el diseñador de sonido Mitch Osias.

#### Cortometraje:Hope
El 23 de junio de 2009, la emisora japonesa de pago por evento WOWOW anunció el próximo estreno al aire del cortometraje surrealista de Arias, Hope, que presenta a la popular actriz Juri Ueno como un animador en apuros atrapado durante la noche en un ascensor.
Hope fue escrita por Arisa Kaneko, filmado por el director de fotografía de  Heaven's Door Takashi Komatsu, J.S.C., y cuenta con la banda sonora original de Plaid y el diseño de sonido de Mitch Osias..
Los interiores del estudio de animación se filmaron en los estudios Madhouse de Tokio, mientras que el veterano diseñador de producción (y colaborador frecuente de Sōgo Ishii) Toshihiro Isomi creó un set rotativo para el ascensor de Miyuki en un estudio de sonido de Yokohama.

#### Harmony
El 27 de noviembre de 2014, la emisora japonesa Fuji Television hizo pública la codirección de Arias (con Takashi Nakamura) de la adaptación cinematográfica de la novela de ciencia ficción distópica Harmony del difunto Project Itoh, que recibió una mención especial del premio Philip K. Dick en 2010. Fue exhibida en el momento por Fuji Television. La producción estaba a cargo en Studio 4 °C y la película estaba programada para su estreno en cines en 2015. Harmony fue lanzado en Japón el 13 de noviembre de 2015 e internacionalmente en la primavera de 2016. La película fue elogiada por sus visuales innovadores y una mezcla novedosa de acción de ciencia ficción y cavilación filosófica, pero al mismo tiempo criticada por su profusión de digresiones cerebrales.

#### Tokyo Alien Bros.
En mayo de 2018, Nippon Television anunció una adaptación de la serie de televisión de acción real del manga Tokyo Alien Bros. de Keigo Shinzō, codirigido por Michael Arias y el veterano director de dorama Shintaro Sugawara y escrito por Shō Kataoka. NTV transmitió la serie semanalmente comenzando el 23 de julio de 2018 y terminando con el décimo y último episodio el 24 de septiembre de 2018. Para el director Arias Tokyo, Alien Bros. marcó tanto un regreso al cine de acción en vivo como una reunión con colaboradores frecuentes Plaid y director de fotografía Takashi Komatsu.

### Traductor de trabajos por Taiyō Matsumoto
Michael Arias ha traducido y adaptado al inglés parte del manga del autor de Tekkonkinkreet, Taiyō Matsumoto.

#### Sunny
La traducción al inglés de Arias del manga casi autobiográfico Sunny de Taiyō Matsumoto se incluyó en la lista de Grandes Novelas Gráficas de la Asociación de Servicios Bibliotecarios para Adultos Jóvenes de 2014, y galardonado con el premio a la Mejor Novela Gráfica por la Slate Book Review y el Center for Cartoon Studies..

#### Gatos del Louvre
A Arias también  tradujo al inglés de 2019 y la adaptación de la historia surrealista de Matsumoto sobre gatos callejeros antropomorfizados Cats of the Louvre para la colección Signature de la editorial Viz, ganadora del premio Eisner a la mejor edición estadounidense de material internacional - Asia

#### Ping Pong
En 2020, Viz publicó la traducción al inglés de Arias de la edición completa en dos volúmenes de Ping Pong, la popular obra épica de tenis de mesa de la escuela secundaria de Matsumoto.

#### No. 5
En 2021, Viz anunció una próxima edición en inglés del N.º 5, la surrealista saga de ciencia ficción de Matsumoto, también traducida por Arias.

## Vida personal
Arias ha vivido en Tokio, Japón desde que tenía 23 años y habla y escribe japonés con fluidez.
En 2011, Arias documentó sus experiencias brindando alivio a familiares en la prefectura de Miyagi durante los días inmediatamente posteriores al terremoto y tsunami.

## Filmografía
| Año  | Título                                                           | Función                                                                                               | Notas |
| ---- | ---------------------------------------------------------------- | --- | --- |
| 1989 | The Abyss                                                        | Asistente de cámaras (no acreditado)                                                                  | |
| 1989 | Fat man and Little Boy                                           | Asistente de cámaras (no acreditado)                                                                  | |
| 1991 | Back To The Future: The Ride                                     | Programador de paseo (uncredited)                                                                     | |
| 1993 | M. Butterfly                                                     | Gráficos por computadora de la secuencia de título (como Syzygy Digital Cinema)                       | |
| 1994 | The Hudsucker Proxy                                              | Gráficos por computadora de secuencia de título y secuencia de noticiero (como Syzygy Digital Cinema) | |
| 2003 | The Animatrix                                                    | Productor, gráficos por computadora, director de secuencia adicional, elenco de voces                 | 2004 ASIFA Annie por "Logro excepcional en una producción animada de entretenimiento en el hogar". |
| 2006 | Tekkonkinkreet (鉄コン筋クリート Tekkon Kinkurīto?)              | Director, artista del guion gráfico, voces adicionales                                                | 2006 Premio Mainichi Film Concours Noburō Ōfuji a la excelencia en animación 2008 Premio de la academia Japonesa para Animación del Año. 57 ° Festival Internacional de Cine de Berlín Generation 14plus y nominaciones a Mejor ópera prima Mención especial del jurado del premio Gertie — 40.º Festival de Cine de Sitges Gran Prix — Festival Anima 2008 en Bruselas, Bélgica Premio de Oro a la Mejor Película de Animación / Stop Motion — Festival Internacional de Cine Fantasía 2007 Animación Proyección ilimitada: 31.º Festival Internacional de Cine de Hong Kong Selección panorámica: Festival de cine asiático de Deauville 2007 2007 Nippon Connection Film Festival en Frankfurt, Alemania 2007 Camera Japan Festival en los Países Bajos Programa Nippon Cinema: Festival de cine Nippon Connection 2010 en Frankfurt, Alemania Mención especial del gran premio Lancia Platinum — 2008 Future Film Festival en Bolonia, Italia |
| 2007 | Hide and Seek (おっかけっこ Okkakekko?)                          | Director, escritor, artista del guion gráfico                                                         | Cortometraje de televisión presentado en Ani*Kuri15 |
| 2009 | Heaven's Door                                                    | Director                                                                                              | Programa Nippon Cinema: Festival de cine Nippon Connection 2010 en Frankfurt, Alemania |
| 2009 | Hope                                                             | Director                                                                                              | |
| 2010 | Team Dragon de AKB48 Wings Of The Heart (心の羽根, Kokoronohane) | Director, supervisor de efectos visuales                                                              | Vídeo musical del tema musical de Dragon Ball Z Kai |
| 2015 | Harmony                                                          | Director (con Takashi Nakamura)                                                                       | Adaptación de largometraje de la novela de Project Itoh |
| 2018 | Tokyo Alien Bros.                                                | Director (con Shintaro Sugawara)                                                                      | Adaptación de la serie de televisión de 10 episodios del manga de Keigo Shinzō |
| 2019 | Make Art Not Friends                                             | Director, productor, diseñador de producción                                                          | Video musical de acción en vivo incluido en la pieza visual complementaria del álbum Sound & Fury del cantante y compositor Sturgill Simpson. |

## Consecuciones y reconocimientos
- En SIGGRAPH 1996, Arias presentó el boceto técnico "Toon Shaders para simular la animación de celdas" que detalla su trabajo en el software de renderizado para su uso en la simulación de la apariencia de la animación de celdas.[81]
- Arias fue editor invitado de la revista SIGGRAPH Computer Graphics, Volumen 32, Número 1, publicada en febrero de 1999. El número se centró en el renderizado no fotorrealista (NPR).[8]
- El 12 de octubre de 1999, la Oficina de Patentes y Marcas de los Estados Unidos otorgó a Arias la Patente de los Estados Unidos 5.966.134 por la invención de una técnica para simular la animación y el sombreado de celdas.[15]
- Arias fue colaborador del programa de Animación y Efectos Especiales de SIGGRAPH 2000. Como miembro del panel "Digital Cel Animation en Japón", Arias presentó su trabajo sobre el piloto de Tekkonkinkreet y, con el moderador Ken Anjyo y los co-panelistas Youichi Horry y Yoshiyuki Momose, habló sobre desarrollos históricos, influencias culturales e innovaciones técnicas particulares de la animación japonesa.[82]
- Arias figura como miembro de la Visual Effects Society..[83]
- Arias ha formado parte de los jurados de los festivales de animación por computadora SIGGRAPH (2013) y SIGGRAPH Asia (2015 y 2016).[84][85][86]